# Слави Абанозов
Слави Георгиев Абанозов е български индустриалец, основател и втори директор на старозагорската Търговска гимназия „Княз Симеон Търновски“. Роден е през 1896 г. в Стара Загора.

## Биография
Слави Абанозов и Георги Сандев построяват със собствени средства сградата на основаната от тях частна Смесена търговска гимназия в Стара Загора (сега Търговска гимназия „Княз Симеон Търновски“). Слави Абанозов е и първи директор на търговската гимназия в периода 1923 – 1944 г. Под негово ръководство училището придобива авторитет на едно от най-добрите професионални училища в страната. Училището става популярно като „Абанозовата гимназия“.
През 30-те години на XX век активна дейност по залесяването на хълма „Казлера“ от парк „Аязмото“, както и благоустрояването му, се извършва под ръководството на Слави Абанозов, който е председател на Комитета по поддържане на Аязмото.
По време на комунизма в България Абанозов е осъден от Трети състав на Народния съд в Стара Загора. Присъда по чл. 2, п. 7. 5 години строг тъмничен затвор. 8 години без права по чл. 30.